# Michael Sugar
Pour les articles homonymes, voir Sugar.
Michael Sugar est un producteur de cinéma et de télévision américain.

## Biographie
Michael Sugar étudie la civilisation américaine et le cinéma à l'Université Brandeis à Waltham dans le Massachusetts. Par la suite il obtient un diplôme de droit à l'Université de Georgetown à Washington avant de retourner dans sa Californie natale pour travailler dans l'industrie du cinéma et de la télévision,.
Depuis le milieu des années 2000, il est partenaire de la société de production Anonymous Content,.

## Filmographie (sélection)

### Cinéma
- 2007 : Détention secrète (Rendition) de Gavin Hood : producteur délégué
- 2011 : Restless de Gus Van Sant : producteur délégué
- 2012 : Miracle en Alaska (Big Miracle) de Ken Kwapis : producteur
- 2013 : Le Cinquième Pouvoir (The Fifth Estate) de Bill Condon : producteur
- 2014 : The Keeping Room de Daniel Barber : producteur délégué
- 2015 : Spotlight de Tom McCarthy : producteur
- 2016 : Beauté cachée : producteur
- 2019 : The Report de Scott Z. Burns : producteur
- 2019 : The Laundromat : L'Affaire des Panama Papers (The Laundromat) de Steven Soderbergh : producteur
- 2023 : Knox Goes Away de Michael Keaton : producteur

### Télévision
- 2014 : The Knick : producteur délégué
- 2016 : The OA : producteur délégué
- 2017 : 13 Reasons Why : producteur délégué

## Distinctions

### Récompenses
- Oscars 2016 : Oscar du meilleur film pour Spotlight

### Nominations
- BAFTA 2016 : British Academy Film Award du meilleur film pour Spotlight